# Gymnogramma involuta
Gymnogramma involuta là một loài thực vật có mạch trong họ Adiantaceae. Loài này được (D. Don) Hook. miêu tả khoa học đầu tiên năm 1864.